# 伯明翰学派
伯明翰学派（英語：Birmingham School）是1815年拿破仑战争结束后大萧条期间英格兰伯明翰出现的一个经济思想学派。

## 概览
伯明翰学派主张消费不足（underconsumption）理论——将大萧条归因于战争结束和战争动员结束导致的需求下降，主张使用扩张性货币政策以实现充分就业。
伯明翰学派的主要思想家是银行家托马斯·阿特伍德（Thomas Attwood），其他值得注意的人物包括乔治·弗雷德里克·蒙茨（George Frederick Muntz）和马蒂亚斯·阿特伍德（Matthias Attwood）。向伯明翰学派提供一些支持的经济学家包括亞瑟·楊格、帕特里克·科尔昆（Patrick Colquhoun）和约翰·辛克莱爵士（Sir John Sinclair）。
伯明翰学派的理论在当时被认为是“货币狂人”或“粗鲁的通货膨胀主义者”，现在被认为是1930年代凯恩斯经济学的雏形。托马斯·阿特伍德的一些著作包含乘数效应和收入-支出模型的公式。

## 文献
- Checkland, S. G., , The Economic History Review, 1948, 1 (1): 1–19, doi:10.2307/2590000
- Kindleberger, Charles P., , Kindleberger, Charles P.  (编), , Taylor & Francis, 19852006  [2022-06-26], ISBN 0-415-38212-2, （原始内容存档于2022-06-27）
- Miller, Henry. "Radicals, Tories or Monomaniacs? The Birmingham Currency Reformers in the House of Commons, 1832-67," Parliamentary History (2012) 31#3 pp 354–377.
- Schumpeter, Joseph A., , Routledge, 19541994  [2022-06-26], ISBN 0-415-10888-8, （原始内容存档于2022-06-27）
- Glasner, David, , Glasner, David  (编), , Taylor & Francis: 22–23, 1997  [2022-06-26], ISBN 0-8240-0944-4, （原始内容存档于2017-07-09）